# Хайраболу (околия)
Околия Хайраболу (на турски: Hayrabolu ilçesi) е околия, разположена във вилает Родосто, Турция. Общата ѝ площ е 1002 км2. Според оценки на Статистическия институт на Турция през 2022 г. населението на околията е 30 521 души. Административен център е град Хайраболу.

## Населени места
Околията се състои от 53 населени места – 5 града и 48 села.
Град
- Айдъневлер
- Иляс
- Кахя
- Хайраболу
- Хисар

Села
- Авлуобасъ (Avluobası)
- Айдънлар (Aydınlar)
- Атакьой (Ataköy)
- Байрамшах (Bayramşah)
- Бузагджъ (Buzağcı)
- Бюйюккаракарлъ (Büyükkarakarlı)
- Дамбаслар (Dambaslar)
- Данъшман (Danişment)
- Делибедир (Delibedir)
- Джамбаздере (Cambazdere)
- Джанхъдър (Canhıdır)
- Дугджалъ (Duğcalı)
- Емирякуп (Emiryakup)
- Исмаили (İsmailli)
- Йорей (Örey)
- Йовенлер (Övenler)
- Йоргюч (Yörgüç)
- Йорюклер (Yörükler)
- Кандамъш (Kandamış)
- Карабаба (Karababa)
- Карабурун (Kadriye)
- Карабюрчек (Karabürçek)
- Каракавак (Karakavak)
- Караяхши (Karayahşi)
- Кемалер (Kemaller)
- Куртдере (Kurtdere)
- Кутлугюн (Kutlugün)
- Кълъчлар (Kılıçlar)
- Кючюккаракарлъ (Küçükkarakarlı)
- Лахана (Lahana)
- Музруплу (Muzruplu)
- Пармаксъз (Parmaksız)
- Попкьой (Kabahöyük)
- Сойлу (Soylu)
- Субашъ (Subaşı)
- Сусузмюселим (Susuzmüsellim)
- Татарлъ (Tatarlı)
- Темрезли (Temrezli)
- Умурбей (Umurbey)
- Умурджу (Umurcu)
- Фахриоглу (Fahrioğlu)
- Хаджълъ (Hacılı)
- Хаскьой (Hasköy)
- Хедили (Hedeyli)
- Ченекьой (Çeneköy)
- Черкезмюселим (Çerkezmüsellim)
- Чъкръкчъ (Çıkrıkçı)
- Шолгамлъ (Şalgamlı)